# Свети Димитър (Панагия)
Вижте пояснителната страница за други значения на Свети Димитър.
„Свети Димитър“ (на гръцки: Άγιος Δημήτριος) е средновековна православна църква в гревенското село Панагия (Торник), Егейска Македония, Гърция. Храмът е построен в XV век. Построена и изписана е от Теохарис Дескатиотис.